# Chelonarium zapotense
Chelonarium zapotense is een keversoort uit de familie Chelonariidae. De wetenschappelijke naam van de soort is voor het eerst geldig gepubliceerd in 1902 door Sharp.